# Benedetto Vinaccesi
Benedetto Vinaccesi (Brescia, 1666 - Venetie, 25 december 1719) was een Italiaans barok-componist en organist.

## Biografie
Benedetto Vinaccesi is geboren in Brescia in een familie van welgestelde koopmanslieden. Hij was jarenlang werkzaam in Mantua, maar in 1704 werd hij tweede organist in de San Marco. Tijdens zijn dienstverband in de San Marco probeerde hij de inmiddels ziek geworden Gian Domenico Partenio als dirigent op te volgen, maar de keus viel op Antonio Biffi. Hij componeerde een aantal succesvolle oratoria, veel motetten voor twee of drie stemmen en twee sets van triosonates. In zijn tijd was Vinaccesi een beroemd en uiterst succesvol componist die in populariteit kon wedijveren met tijdgenoot Arcangelo Corelli. Veel van zijn werk is echter verloren gegaan.

## Werken
- 12 triosonates, op. 1 (1687). In dit eerste opus komen menuetten voor triosonates voor.
- 12 triosonates op. 2 (da chiesa)
- Verschillende oratoria
- Een aantal motetten voor twee of drie stemmen
- Tal van werken voor het podium
- Cantates